# Silvânia
Silvânia is een gemeente in de Braziliaanse deelstaat Goiás. De gemeente telt 19.154 inwoners (schatting 2009).

## Verkeer en vervoer
De plaats ligt aan de wegen BR-457/GO-010/GO-330, GO-139 en GO-437.